# إدموند تي ألين
إدموند تي ألين (بالإنجليزية: Edmund T. Allen) هو مهندس أمريكي، ولد في 4 يناير 1896 في شيكاغو في الولايات المتحدة، وتوفي في 18 فبراير 1943 في سياتل في الولايات المتحدة.